# Saint-Brisson
Saint-Brisson – miejscowość i gmina we Francji, w regionie Burgundia-Franche-Comté, w departamencie Nièvre. W 2013 roku jej populacja wynosiła 281 mieszkańców. Przez gminę przepływa rzeka Cure. 